# William Harrison Ainsworth
William Harrison Ainsworth (Manchester, 4 februari 1805 - Reigate, 3 januari 1882) was een Engels schrijver van vooral historische romans.

## Levensloop
Ainsworth was de zoon van een vooraanstaand advocaat uit Manchester, en zijn grootvader van moederskant was een vooraanstaand unitaristich dominee. Hij komt dus uit een tamelijk welgesteld milieu. Eind 1806 kreeg William een broertje, Thomas, met wie hij later, ook nog als jongvolwassene, vaak theatertje speelde. Ook las William als kind veel romantische boeken, avonturen- en spookverhalen, waaronder die over Dick Turpin, een legendarische, 18e-eeuwse bandiet.
Van zijn 12e tot zijn 17e jaar zat hij op een gymnasium, waar de tucht streng was: er werden veel lijfstraffen toegepast.
William kon goed leren, maar was vaak ook bezig met het bedenken van verhalen en toneelstukjes, en het lezen van allerlei boeken. Toen hij 14 was, vond dicht bij het huis van de familie Ainsworth, op 16 augustus 1819, het Peterloo-bloedbad plaats. Williams ooms sympathiseerden met de protesterende arbeiders, maar William zelf bleef, ook in de jaren erna, politiek buiten schot.  In 1820 publiceerde hij al verhalen en toneelstukken onder het pseudoniem Thomas Hall.
Na zijn schooltijd werd William door zijn vader gedwongen, rechten te studeren, zodat hij diens opvolger in de advocatenpraktijk kon worden. Maar hij zocht liever literaire kringen op, schreef al bijdragen voor het  bekende literaire blad The London Magazine,  en leerde zo Charles Lamb kennen. Deze dichter en essayist was bevriend met grote schrijvers als Samuel Taylor Coleridge, Robert Southey en  William Wordsworth.
In 1822 maakte William een reisje naar Edinburgh in Schotland om een 5 jaar oudere jeugdvriend, James Crossley, op te zoeken. Deze Crossley, die net als William advocaat moest worden, maar meer in literatuur geïnteresseerd was,  werd later berucht omdat hij een vervalsing publiceerde, die voor een origineel werk van de 17e-eeuwse geleerde Thomas Browne over mummies moest doorgaan. Crossley bezat een enorme bibliotheek waar William Ainsworth naar hartenlust in kon lezen. 
Crossley zorgde ervoor, dat William Ainsworth in contact kwam met William Blackwood, de eigenaar van het invloedrijke maandblad Blackwood's Magazine.
Toen William Ainsworths vader in 1824 overleed, moest William zijn rechtenstudie weer oppakken, en vertrok daartoe naar Londen. Tussendoor bleef hij gedichten schrijven, en onderhield het contact met Lamb. Hij raakte bevriend met de eigenaar van het operagebouw aan Haymarket (tegenwoordig Her Majesty's Theatre) in Westminster, John Ebers. Begin 1826 raakte William Ainsworth verliefd op diens dochter Fanny. In oktober 1826 trouwde hij met haar. Uit het huwelijk werden drie dochters geboren. William verkocht het aandeel in zijn vaders advocatenkantoor en kocht zich in in de zaken van zijn schoonvader (met wie het in 1829 tot een financiële breuk kwam).  Via de connecties van Ebers was hij in de gelegenheid, in 1828 Walter Scott te ontmoeten. In deze tijd begon hij ook aan zijn eerste belangrijke roman, Rookwood. In 1829-1834 moest Ainsworth tijdelijk weer fulltime als advocaat werken. Zijn schoonfamilie, die hem bij zijn huwelijk al geen bruidsschat kon betalen, was zo goed als failliet, en er moest in het gezin met drie kinderen brood op de plank komen. Toch kon hij daartussendoor nog gaan werken voor het in 1830 opgerichte literaire tijdschrift Fraser's Magazine. Ainsworths vrouw en kinderen bleven bij hun schoonouders in Manchester, en William zelf verbleef meestal in Kensal Lodge en in Londen.
In april 1834 volgde Ainsworths grote doorbraak toen Rookwood werd uitgegeven. Het boek verscheen bij de uitgever Richard Bentley, en was voorzien van illustraties door de beroemde George Cruikshank. Dit boek was een bestseller en beleefde al snel diverse herdrukken. Hierdoor kon Ainsworth zich een luxueuzer privé-leven veroorloven. 
Hij verkreeg toegang tot de literaire salon van Marguerite Gardiner, gravin van  Blessington, een kennis van Lord Byron. Over haar wordt verteld, dat in haar salon beroemdheden als Hans Christian Andersen en Charles Dickens elkaar leerden kennen.
Ook Ainsworth raakte zo bekend -en van 1835 tot 1838 goed bevriend- met Dickens. Beiden werken toen aan een boek, dat in de Engelse literatuur als Newgate novel wordt aangeduid, en beide verhalen verschenen als feuilleton in  het vooraanstaande tijdschrift Bentley's Miscellany, van Richard Bentley. Ainsworth werkte aan Jack Sheppard (voltooid 
1839) en Dickens aan Oliver Twist (1839). Beide schrijvers kregen ruzie over deze boeken, en Dickens staakte zijn medewerking aan het tijdschrift.
Ainsworths ster rees verder, toen hij in 1841 zijn boek Old St. Paul's, over Londen in de late 17e eeuw, in afleveringen zag verschijnen in de voordien nooit feuilletons afdrukkende Sunday Times, en hij begin 1842 zijn eigen literaire tijdschrift , Ainsworth's Magazine, oprichtte, en daarin veel nieuwe romans van zijn hand  als feuilleton publiceerde. Hiertoe behoorde Saint James 's , or The Court of  Queen Anne. Het was het laatste, dat door Cruikshank werd geïllustreerd. 
Daarna nam echter de kwaliteit van Ainsworths werk af. Het blad ging achteruit en Ainsworth verkocht het om daarvoor in de plaats voor £ 2.500 het New Monthly Magazine over te nemen.
In 1847-1848 verscheen in de Sunday Times nog een belangrijk werk van Ainsworth, over een heksenproces in 1612, The Lancashire Witches. 
Na 1848 verliest Ainsworths werk, ook onder zijn eigen tijdgenoten, sterk aan betekenis.
Over de laatste 30 jaar van zijn leven is weinig bekend.
In 1881, kort voor zijn dood, verscheen nog een karikatuur van hem in het bekende  tijdschrift Punch.
Ainsworth werd begraven op Kensal Green Cemetery.

## Belangrijkste werken
- Rookwood, 1834
- Crichton, 1837
- Jack Sheppard, 1839
- Guy Fawkes, 1840
- The Tower of London, A Historical Romance, 1840
- Old Saint Paul's, 1841
- The Miser's Daughter, 1843
- Windsor Castle, 1843
- Saint James, 1844
- Auriol: or, The Elixir of Life, 1844 ( wellicht niet door Ainsworth zelf voltooid)
- The Lancashire Witches, Roman, 1848 (dit is het enige werk van Ainsworth, dat tegenwoordig nog af en toe wordt herdrukt)
- The Combat of the Thirty: From a Breton lay of the fourteenth century; with an introduction, comprising a new chapter of Froissart  1859

## Literaire kritiek
Ainsworths werken raakten al kort na zijn dood in vergetelheid. Zijn werken worden door latere critici, o.a. S.T. Joshi, beschouwd als weliswaar onderhoudend in sommige "treffende beschrijvingen", maar ook als saai en droog. Ook wordt hem een gebrek aan humor verweten, en aan vermogen om de karakters in zijn verhalen treffend te schetsen. Historici verwijten hem, feiten en fictie te veel en op onoordeelkundige manier te hebben vervlochten. Met name de figuur van Dick Turpin en die van de in 1612 gehangen Lancaster-heksen zou daardoor in de latere overlevering zijn vervormd.
- Bibsys: 90860010
- Biblioteca Nacional de España: XX1172506
- Bibliothèque nationale de France: cb13010236b (data)
- Catàleg d'autoritats de noms i títols de Catalunya: 981058509902906706
- CiNii: DA05893377
- Gemeinsame Normdatei: 118644165
- International Standard Name Identifier: 0000 0001 0896 2632
- Library of Congress Control Number: n50034411
- Bibliotheek van het Japanse parlement: 00431081
- Nationale Bibliotheek van Tsjechië: xx0002448
- Nationale bibliotheek van Australië: 35002043
- Nationale Bibliotheek van Israël: 987007257530905171
- Nederlandse Thesaurus van Auteursnamen: 069653860
- Réseau des bibliothèques de Suisse occidentale: 02-A002913107
- LIBRIS: 307142
- SNAC: w6cv4kpc
- Système universitaire de documentation: 060384476
- Trove: 785241
- Union List of Artist Names: 500456448
- Virtual International Authority File: 46894596
- WorldCat: E39PBJr3xCMh3XWyTG99YWd84q